# Zsumberk
Zsumberk (horvátul: Žumberak) falu és község Horvátországban Zágráb megyében. Közigazgatásilag Cernik, Donji Oštrc, Drašći Vrh, Glušinja, Gornji Oštrc, Grgetići, Grič, Hartje, Javor, Jezernice, Jurkovo Selo, Kalje, Kordići Žumberački, Kostanjevac, Kupčina Žumberačka, Markušići, Mrzlo Polje Žumberačko, Petričko Selo, Plavci, Radinovo Brdo, Reštovo Žumberačko, Sopote, Sošice, Stari Grad Žumberački, Stupe, Tomaševci, Tupčina, Veliki Vrh, Visoće, Višći Vrh, Vlašić Brdo, Vukovo Brdo, Žamarija és Željezno Žumberačko települések tartoznak hozzá.

## Fekvése
Zágrábtól 44 km-re nyugatra a Zsumberki-hegység közepén fekszik. Vidéke sűrű bükk és gesztenye erdőkkel borított, az ország egyik leggyérebben lakott tájegysége, melyet gazdag természeti és néprajzi értékei miatt sok turista keres fel. Az itt élők főként földműveléssel, állattenyésztéssel, szőlészettel foglalkoznak.

## Története
A régészeti leletek tanúsága szerint Zsumberk vidéke már az őskorban és a római korban is lakott volt. A középkorban ez a terület Horvátország és a Német-római Birodalom határvidéke volt ezért két várat is építettek ide, melyek közül az egyiket Sichelbergnek, a másikat Sichelburgnak nevezték. Közülük a falu feletti ma Stari gradnak nevezett helyen állt Sichelberg, melynek nevéből kialakult a Zsumberk név. A vár a 12. század végén, vagy a 13. század elején épült, első említése 1249-ben történt. A vár a középkori hegyi várak közé tartozott, a falakon kívül a vár előterében állt a Szent Kereszt kápolna, melynek alapfalait mára feltárták és részben visszafalazták. A 14. században a Babonicsok birtoka lett, majd a karantán hercegek tulajdona volt és maradt a török időkig amikor elpusztult.
Zsumberk vidéke 1092-ben az újonnan alapított zágrábi püspökség birtoka lett. II. András király uralkodása idején a Krajnai őrgrófsághoz csatolták, ennek megfelelően egyházilag még a 15. század elején is az aquileai pátriárka igazgatása alá tartozott. Zsumberk régi plébániatemplomát 1334-ben említi a zágrábi káptalan statútuma. A vidéket a 15. század második felében teljesen elpusztította a török. 1530 körül I. Ferdinánd király Zengg és Klissza vidékéről menekült uszkókokat telepített ide és a régi vár uszkók kapitányság központja lett. A török időkben elpusztult a régi vár is, de hamarosan tőle nem messze, egy kilométerre keletre felépítették Zsumberk új várát. A vár végül 1793-ban egy tűzvészben pusztult el. A falu plébániatemploma 1645-ben épült, 1821-ben megújították. A plébániához Kupčina Žumberačka, Stupe, Žamarija, Željezno Žumberačko, Veliki Vrh, Markušići és Bartakovići falvak tartoznak.
A falunak 1830-ban 3 háza volt 18 katolikus lakossal. 1857-ben 37, 1910-ben 84 lakosa volt. Trianon előtt Zágráb vármegye Jaskai járásához tartozott. 2011-ben a falunak 6, a községnek összesen 872 lakosa volt.

## Lakosság
| Lakosság változása | Lakosság változása | Lakosság változása | Lakosság változása | Lakosság változása | Lakosság változása | Lakosság változása | Lakosság változása | Lakosság változása | Lakosság változása | Lakosság változása | Lakosság változása | Lakosság változása | Lakosság változása | Lakosság változása | Lakosság változása |
| ------------------ | ------------------ | ------------------ | ------------------ | ------------------ | ------------------ | ------------------ | ------------------ | ------------------ | ------------------ | ------------------ | ------------------ | ------------------ | ------------------ | ------------------ | ------------------ |
| 1857               | 1869               | 1880               | 1890               | 1900               | 1910               | 1921               | 1931               | 1948               | 1953               | 1961               | 1971               | 1981               | 1991               | 2001               | 2011               |
| 37                 | 51                 | 55                 | 77                 | 78                 | 84                 | 74                 | 62                 | 59                 | 58                 | 47                 | 37                 | 27                 | 19                 | 8                  | 6                  |

## Nevezetességei
- A falutól délre Stari Grad Žumberački falu határában állnak Zsumberk (Sichelberg, Stari grad) várának maradványai. A vár a 12. század végén, vagy a 13. század elején épült, első említése 1249-ben történt. A romok mintegy 60 méter hosszú és 18 méter széles várra utalnak. A török időkben pusztult el, de romjait feltárták és az előterében állt Szent Kereszt kápolna falait részben, emelet magasságig visszaépítették.

- Szent Miklós püspök tiszteletére szentelt plébániatemploma[4] 14. századi, gótikus eredetű. Mai formájában 1645-ben épült, amikor barokk stílusban építették újjá, majd 1821-ben megújították és 1894-ben restaurálták. A templom a plébánia barokk kúriájával együtt a településen kívül található. Melléképületével és a barokk jellegzetességeivel együtt értékes történelmi, építészeti és környezeti értékű egészet alkot. Egyhajós, téglalap alaprajzú épület, a hajónál keskenyebb sokszög záródású szentéllyel, sekrestyével és a főhomlokzat előtti harangtoronnyal. A hajó felett a síkmennyezet található, míg a szentély boltíves. A templom főként építészeti szempontból érdekes a fennmaradt gótikus elemek és a falfestmény maradványai miatt. Berendezését a 19. századi újjáépítés során kapta.